# Roma città libera
Roma città libera è un film del 1946 diretto da Marcello Pagliero, conosciuto anche col titolo alternativo Roma città libera (La notte porta consiglio).

## Trama
Roma, 1945. Sullo sfondo di una città liberata da poco più di un anno dal nazi-fascismo, s'intrecciano i drammi personali di un giovane – ridotto alla disperazione dalla propria fidanzata – e di una ragazza ancora minorenne che prova a prostituirsi perché il suo onesto e faticoso lavoro di dattilografa non le permette di racimolare tutto il denaro necessario a pagare l'affitto della camera ammobiliata in cui abita.
Il giovane, sul punto di farla finita, viene salvato da un ladro introdottosi nel suo palazzo, e con lui, uscito di casa, incontra per strada la ragazza, in fuga da una retata della polizia. I tre passano insieme la notte a bere e a giocare d'azzardo nei locali, con la compagnia di un signore distinto che ha perso la memoria e di altri personaggi dal presente incerto, mentre è in corso un'indagine sul furto di una preziosa collana che si alterna tra le mani inconsapevoli dei protagonisti.

## Accoglienza

### Incassi
Il film incassò in totale 12.600.000 £.

### Critica
Il Morandini commenta: «È uno dei film italiani più eccentrici e "maledetti" del dopoguerra, frutto di una bizzarra contaminazione tra neorealismo e influenze della cultura francese. Nonostante le firme di molti sceneggiatori tra cui Zavattini, è un tipico frutto dell'ingegno originale e eterodosso di Ennio Flaiano».

### Riconoscimenti
- 1948 - Nastro d'argento
  - Miglior soggetto originale (Ennio Flaiano)